# 伊力哈木·土赫提
伊力哈木·土赫提（維吾爾語：ئىلھام توختى‎，拉丁维文：Ilham Toxti；1969年10月25日—），男，维吾尔族，新疆阿图什人，中華人民共和國经济学者。先後毕业于东北师范大学本科、中央民族大学经济学院研究生，截至2014年為中央民族大學国际结算专业的副教授。曾为中央民族大学经济学院讲师、“维吾尔在线”网站的创办人和站长，主要研究新疆地區的收入差距及失業問題。
2014年7月30日被乌鲁木齐市人民检察院以「分裂國家罪」的罪名對伊力哈木提起公诉。中国政府指控伊力哈木与境外“东突”势力勾结，利用互联网鼓吹“新疆独立”，利用讲堂煽动暴力、“推翻政府”、从事分裂活动，还公开了他涉嫌煽动暴力的讲课录像。伊力哈木長期受到警方監控，包括跟蹤、警告、禁止出門。但伊力哈木否認分裂國家的指控，并称自己沒有支持新疆獨立，在2014年的法庭上多次称“我的自治观点很明确”、“我是自治派”、“我希望新疆以联邦的形式留在中国”。他經常呼籲中國當局處理不滿情緒以避免新疆的暴力活動。
2014年9月23日，伊力哈木·土赫提「分裂國家」案一審宣判，新疆烏魯木齊法院對其判處無期徒刑。伊力哈木的律师李方平表示伊力哈木是因为言论自由而被定罪，辩护律师小组将提出上诉。新疆维吾尔自治区高级人民法院受理后，11月21日向伊力哈木·土赫提宣判、送达了二审刑事裁定书，二审刑事裁定，驳回上诉，维持原判。
2014年他獲得了芭芭拉·戈德史密斯自由寫作獎，2016年获得萨哈罗夫思想自由奖提名。同年10月獲得马丁·恩纳尔斯人权捍卫者奖。2019年獲得哈维尔人权奖。2019年10月获欧洲议会的萨哈罗夫奖。

## 家世背景
爷爷辈是文盲，而父亲则是中華人民共和國培养出来的民族知识分子，1950年代末，伊力哈木的父亲保送内地大学读书（先后在中央民族学院、北师大、兰州铁道学院），毕业后在南疆军区及地方工作，在文革期间1971年時父亲惨死（28岁时），当时伊力哈木仅2岁，由汽修工人的母亲照顧兄弟4人长大。

## 成長經歷

### 童年
伊力哈木在维汉混居的政府大院裡长大，伊力哈木自認「某种程度上，我的家庭其实是一个公安系统家庭。不过，因为我的缘故，他们这些年颇受牵连。」

### 求學
伊力哈木自述「在学业上，我深受施政一、陈才、张克武等教授的影响，我一生都不会忘记他们对我这个维吾尔青年的教诲，不忘他们对新疆、对维吾尔社会的真切关注，对学术的真诚态度。」

### 教職
他從中央民族大学经济学院修畢研究生課程後，開始在母校擔任副教授的工作，專長是国际结算。
“我的结论，维吾尔人的国家认同感都很低。很多维吾尔人要独立，这个比例不低，将近13%的人要独立。然而还有相当大比例的人，应该是87%吧，如果我没记错的话，是要自治的、“高度自治”的。但这样要“高度自治”的人，要是没有自治，他绝大部分支持独立。就是自治、独立，独立和自治，只有这两个选项。”————伊力哈木·土赫提的一次授课录像
官方指控他长期在讲堂中煽动暴力、嘗試推翻中華人民共和國政府、从事分裂活动。根據公開審判资料，公訴人指控伊力哈木·土赫提多次在课堂上提出“不要以为暴力抗争就是恐怖活动”。在一次课堂上，他把中国政府形容为维吾尔人口中的“鬼子”，把新疆形容为宗教的“地狱”，宣传引导学生用董存瑞、黄继光、任何、一切方式抗争。官方還指控伊力哈木·土赫提在课堂上藉“4·23”案件赤裸裸主張暴力，因他曾表示“用暴力抗争对付暴力，我佩服他们，他们是英雄”、“平和的我也可能去杀人，去反抗”等言論。

### 创办维吾尔在线後
伊力哈木2006年创办了维吾尔在线网站。维吾尔在线网站以中文與維吾爾語發表，该网站多次转载用“东突厥斯坦”代指新疆，宣传泛突厥主义的文章，中國政府曾多次關閉該站。2009年3月的訪問中，伊力哈木批評新疆维吾尔自治区人民政府主席努尔·白克力“無能”。

### 乌鲁木齐七·五事件
2009年7月6日，新疆维吾尔自治区人民政府主席努尔·白克力在7月5日的乌鲁木齐七·五暴力事件後的电视讲话中宣称维吾尔在线网站“大肆进行煽动宣传，传播谣言”。7月8日凌晨后，伊力哈木与外界失去联系，据传已经被捕。7月13日，中国作家王力雄发出《关于维吾尔学者伊力哈木·土赫提遭拘押的呼吁》，数百人联署。8月23日，伊力哈木得以获释回家，他接受采访时表示，与外界失去联系期间，他和家人被软禁于北京的周边地区，看管他的人“很礼貌，除了程序不合法”。有關此事，官方曾在宣判七五事件相關人士時稱，是在“维吾尔在线”平台中散佈的一些煽动性的文章及伊力哈木·土赫提煽动言论的影响之下，买买提江·阿不都拉等策划、实施了非法聚集，引发了乌鲁木齐“7·5”打砸抢烧严重暴力犯罪活动。
事件後中國政府嚴格控制維吾爾人，伊力哈木·土赫提雖未有證據涉入事件，但對於此案則指不是他的網站造成的問題，2013年10月，他談到這個事情時這樣評價道「根本原因是漢人不信任我們，這一點對人們在新疆的生活產生了侵蝕性影響」、「事情正在變化，越變越糟。」兩周後發生天安門撞橋事件，他自稱於周六11月2日開車帶孩子及妻子外出時遭三名守候在社區外的國保便衣公安駕車衝撞車尾部及恐嚇。伊力哈木又說，肇事公安不斷威脅他，而且髒話連篇。伊力哈木說，家人和孩子的生命正受到威脅，他已不敢再把兩個孩子送去幼儿园。之後，伊力哈木出門繼續有人跟蹤，他說：「我接受媒體採訪，是因為我說了實話，要是因為我替我的民族說話而我受到生命威脅，我就讓他們放馬過來，要是所有的警員，所有國保都這樣，這個國家沒有未來，我們維吾爾人也沒有未來。」
2014年1月15日下午3点半左右，伊力哈木·土赫提與母親被警察从家中带走。他所创办的维吾尔在线也正式被封锁。並且警察進入他家蒐證，三十多名人員搜查全家並拿走四台電腦、三個手機（包括古再努爾的手機）、活動硬盘、上課教案、學生試卷和論文、書籍等，直至晚上9點多警察才離開。2014年1月26日，環球時報網站新聞稱伊力哈木被捕，而罪名是涉嫌分裂國家。

## 被捕與判刑過程
英國廣播公司中文網稱，據伊力哈木家人收到的通知書，烏魯木齊警方是在2014年2月20日晚11點正式逮捕伊力哈木。乌鲁木齐市公安局通报称其“创办并利用‘维吾尔在线’网站，组织、拉拢、操纵部分人员充当网站管理员、通讯员、信息员，造谣、歪曲、炒作案事件，借机制造事端，散布分裂思想，煽动民族仇恨，鼓吹‘新疆独立’，从事分裂活动。”
2014年4月1日，美国笔会宣布伊力哈木獲得2014年芭芭拉·戈德史密斯自由寫作獎。自由写作奖是美国的一个重要文学奖，旨在鼓励面对强权依然争取自由写作的作家。中国作家北岛、刘晓波、杨天水等人曾获此奖。美国笔会表示，伊力哈木因為维吾尔人維權，長期遭到中國當局騷擾。中国外交部发言人洪磊對伊力哈木获奖表示：他是涉案犯罪嫌犯，中国公安机关正就此依法处理。任何組織都不能干涉中國的司法。
2014年7月30日，伊力哈木·土赫提由于涉嫌分裂国家罪，被乌鲁木齐市人民检察院向乌鲁木齐市中级人民法院提起公诉。並於9月17日上午10时30分，乌鲁木齐市中级人民法院12号法庭公开开庭审理。被告人伊力哈木·土赫提出庭受审，被告人亲属、人大代表、政协委员、媒体记者及各界群众70余人旁听庭审。18日19时40分，审判长敲响法槌，宣布休庭，择期宣判。2014年9月23日，伊力哈木·土赫提「分裂國家」案一審正式宣判，新疆维吾尔自治区乌鲁木齐市中级人民法院以分裂国家罪判處其無期徒刑，剝奪政治權利終身，沒收個人全部財產。
在判決結束後，伊力哈木的代表律师李方平对媒體表示伊力哈木對判決表示不服，他本人對此次判決也無法接受。另外，国际特赦组织形容这次判决“侮辱司法”。之後辩护律师小组提出上诉，獲接受。可是11月21日，新疆维吾尔自治区高级人民法院宣佈二審判決結果，判決維持原判，駁回了伊力哈木的上訴请求。伊力哈木的兩名律師表示，宣判地點選在了烏魯木齊一處看守所內，而且法院在開庭不久才發出通知，以至於他們無法到場。

## 主張简介
伊力哈木主張「在新疆面临着民族矛盾激化危险、讨论民族问题时观点容易极端化的大环境下，用我们理性、健康的声音与极端化的声音争夺观念的市场，影响社会情绪向好的方向发展，是我认为最重要的任务和使命之一」。不過，在一段公开的伊力哈木课堂视频中，伊力哈木称：“对于维吾尔人来说，可以用过激的方式。”

## 各方反应
- 2014年4月，伊力哈木·土赫提的女儿菊尔·伊力哈木出席了美國國會及行政當局中國委員會舉行的聽證會。她在会上表示她的父亲并非是分裂主义者，而且反对暴力，還表示目前為止不知父親的狀況，並對家人的狀況感到擔憂[39]。2019年10月，女儿菊尔·伊力哈木接受德媒專訪時指，2017年後中共拒絕讓家人去探視她父親，繼母因害怕回去新疆時被關進再教育營，而不敢嘗試探監。自從父親被囚禁後，她便積極對外為在中國大陸被逼害的維吾爾族人發聲，希望國際社會關注中共對維吾爾文化造成的破壞，她相信父親會為她現在做的所有事感到驕傲[40]。
- 英国《经济学人》2014年8月8日发表社论说，“中国最近对新疆维族学者伊力哈木·土赫提的定罪意味着越来越少的人敢于对新疆的少数民族政策直言了。如果中国不希望看到新疆维吾尔人落入极端分子之手的话，就应该允许像伊力哈木·土赫提这样的知识分子发表不同意见，而不是把他们关进监狱。”[41]
- 有人权团体称对伊力哈木的审判是“政治迫害”，目的是为了显示当局不会宽容包括温和派在内的政治异见人士。[42]
- 大赦國際認為伊力哈木是「良心犯」，要求中國當局對其「立即無條件釋放」。[43]
- 中國作家王力雄在判決後評論說，中國政府成功的製造了一位「維吾爾的曼德拉」。[10]
- 伊力哈木被起诉当天，美國政府對伊力哈木案表達嚴重關切，呼籲釋放伊力哈木并確保其自由及人權。7月31日，中國外交部聲明堅決反對美國借伊力哈木案干涉內政[44]。2014年8月6日欧盟发表声明关注，也敦促中国立即提供医疗救助和释放伊力哈木[45]。美国国务卿约翰·克里发表声明称，对伊力哈木判处严刑似乎是对他以和平方式维护中国维吾尔少数族裔公民权益而进行的报复；和平的异议并非犯罪，促请中国释放伊力哈木及其学生。[46]
- 中国《环球时报》发表评论，认为伊力哈木不仅没有「促进中国民族团结」，反而事实上「破坏」了社会秩序。[47]
- 中国外交部对相关组织向伊力哈木颁奖表示强烈不满与坚决反对，发言人称伊力哈木犯有「分裂国家罪」，他曾用教师身份赞美「极端恐怖分子」，「欺骗并威胁别人跨国参加恐怖组织突厥斯坦伊斯兰运动」。发言人还称此举是在「美化暴力恐怖袭击」，「煽动仇恨」。[48]